# 三善康光
三善 康光（みよし の やすみつ、生没年不詳）は、平安時代後期の公家。父は三善為康。子に三善康信（康信の父は三善康久との説も）がいる。通称山城介。

## 略歴
『椙社社家家譜』などに名が見られる。久安3年（1147年）に外記に補任。久安6年（1150年）12月22日には皇宮宮権大属へ任ぜられる 。

## 系譜
- 父:三善為康
- 兄:三善行康
- 子:三善康信
- 子:三善康清